# Peter Domínguez
Peter Domínguez (Buenaventura, Valle del Cauca, Colombia; 28 de octubre de 1990) es un futbolista colombiano. Juega de Mediocampista.

## Clubes
| Club              | País      | Año         |
| ----------------- | --------- | ----------- |
| América de Cali   | Colombia  | 2008 - 2010 |
| Monagas           | Venezuela | 2010        |
| Atlético Huila    | Colombia  | 2013        |
| Spartaks Jūrmala  | Letonia   | 2014        |
| Once Caldas       | Colombia  | 2014        |
| Deportivo Pereira | Colombia  | 2015        |
| Unión Magdalena   | Colombia  | 2016        |

## Palmarés

### Campeonatos nacionales
| Título              | Club            | País     | Año  |
| ------------------- | --------------- | -------- | ---- |
| Torneo Finalización | América de Cali | Colombia | 2008 |